# Santa Eulalia de las Manzanas
Santa Eulalia de las Manzanas (o Santa Olalla) fou una localitat espanyola pertanyent al antic municipi de Láncara de Luna, a la província de Lleó, comunitat autònoma de Castella i Lleó. Va desaparéixer sota les aigües del embassament de Barrios de Luna, el mateix que el seu ajuntament i els pobles d'Arévalo, Campo de Luna, La Canela, Casasola, Cosera, Lagüelles, Minera, Mirantes de Luna, El Molinón, San Pedro de Luna o de los Borricos, Trabanco i Ventas de Mallo.
Hi havia ubicat al costat dret del riu Luna, sobre la falda d'una muntanya que s'hi eleva pel Oest.

## Història
En el segle xix, el Pascual Madoz al seu Diccionari Geogràfic el va descriure com a lloc del ajuntament de Láncara, partit judicial de Murias de Paredes, audiència territorial i capitania general de Valladolid i Diòcesi d'Uviéu. Tenia una església parroquial dita de Santa Eulalia. Les aigües potables eren de bona calidat. Tingué escola de primeres lletres per a amdós sexes. Els seus camins locals eren carreters i dolents. S'hi va rebre la correspondència des de San Pedro de Luna els dimarts i divendres i sortia del poble els dimecres i dijous. El terreny era de dolenta calidat però producia blat, sègol, llegums i lli i es van conrear pastos per a la cria del bestiar boví, llanar, cabrum i cavallar; contaven amb cassa de perdius i pesca de truites.
A 1956 hi es construir per a zones del Páramo Leonés i la comarca del riu Órbigo l'embassament de Barrios de Luna, el projecte d'això datava de 1935-1936 i que va provocar la despoblació de catorze pobles. L'Ajuntament de Láncara de Luna va quedar submergit amb els pobles Arévalo, Campo de Luna, La Canela, Casasola, Cosera de Luna, Lagüelles, Láncara de Luna, Miñera, El Molinón, Oblanca, San Pedro de Luna, Santa Eulalia de las Manzanas, Truva i Ventas de Mallo.